# Vaux-sur-Blaise
Vaux-sur-Blaise – miejscowość i gmina we Francji, w regionie Grand Est, w departamencie Górna Marna.
Według danych na rok 1990 gminę zamieszkiwało 441 osób, a gęstość zaludnienia wynosiła 61 osób/km².

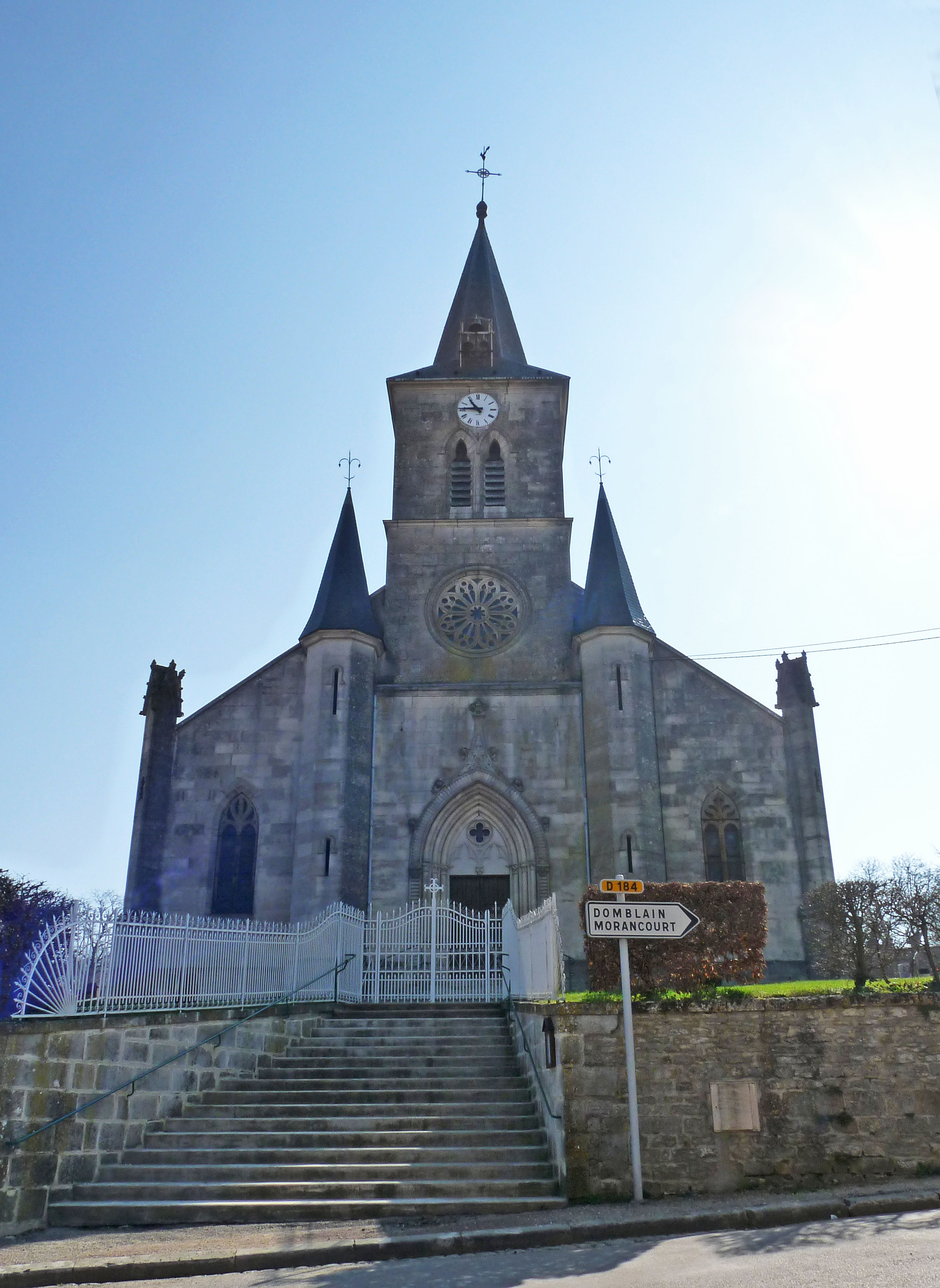
Kościół w Vaux-sur-Blaise, 2011